# Fulmodeston cum Croxton
Fulmodeston cum Croxton var en civil parish fram till 1935 när den uppgick i civil parish Fulmodeston, i grevskapet Norfolk i England. Civil parish var belägen 7 km från Fakenham och hade 292 invånare år 1931.